# 방광요관역류
방광요관역류(膀胱尿管逆流, vesicoureteral reflux, VUR)는 방광에서 수뇨관/신장으로 오줌이 역행, 후퇴하는 질병이다. 오줌은 일반적으로 수뇨관을 통해 신장에서 방광으로 한 방향으로 이동하며, 역류를 방지하기 위해 요관방광이음부에 한 방향 밸브를 갖추고 있다. 이 밸브는 방광벽을 통해 말단 수뇨관의 비스듬한 터널링에 의해 형성되며 길이가 짧은(1~2센티미터) 요관을 만든다. 충분한 터널링 없이 수뇨관이 방광에 들어가면 역류가 발생하게 된다.

## 방광요관역류의 국제 분류
- 등급 I – 무확장 요관으로 역류
- 등급 II
- 등급 III
- 등급 IV
- 등급 V

환자의 나이가 어릴숡, 표면적 등급이 높을수록 자연스러운 해결 가능성이 높아진다. 등급 I와 II의 대부분(약 85%)은 자연스럽게 해결된다. 등급 III의 약 50% 및 더 높은 등급의 더 낮은 백분율 또한 자연스럽게 해결된다.

## 진단
다음의 절차를 VUR의 진단에 사용할 수 있다:
- 방광조영법
- 형광 투시 배뇨성 방광 요도 조영술
- 복부 초음파
- 테크네튬-99m 디메르캅토호박산(DMSA) 신티그래피